# Liste der Staatsoberhäupter 1963
Übersicht
◄◄ | ◄ | 1959 | 1960 | 1961 | 1962 | Liste der Staatsoberhäupter 1963 | 1964 | 1965 | 1966 | 1967 | ► | ►►

Weitere Ereignisse

## Afrika
- Ägypten
  - Staatsoberhaupt: Präsident Gamal Abdel Nasser (1954, 1954–1970) (bis 1956 Vorsitzender des revolutionären Kommandorats) (1954, 1954–1958 Regierungschef)
  - Regierungschef: Ministerpräsident Ali Sabri (1962–1965)

- Algerien
  - Staatsoberhaupt:
    - Präsident der provisorischen Regierung Ferhat Abbas (1962–20. September 1963)
    - Präsident Ahmed Ben Bella (20. September 1963–1965) (1962–1963 Regierungschef)

  - Regierungschef: Ministerpräsident Ahmed Ben Bella (1962–20. September 1963) (1963–1965 Präsident)

- Äthiopien
  - Staatsoberhaupt: Kaiser Haile Selassie (1930–1974) (1936–1941 im Exil)
  - Regierungschef: Ministerpräsident Aklilu Habte-Wold (1961–1974)

- Burundi
  - Staatsoberhaupt: König Mwambutsa IV. Bangiriceng (1962–1966)
  - Regierungschef:
    - Ministerpräsident André Muhirwa (1962–17. Juni 1963)
    - Ministerpräsident Pierre Ngendandumwe (17. Juni 1963–1964, 1965)

- Dahomey (ab 1975 Benin)
  - Staats- und Regierungschef:
    - Präsident Hubert Maga (1960–27. Oktober 1963, 1970–1972)
    - Vorsitzender der Provisorischen Regierung Christophe Soglo (28. Oktober 1963–1964, 1965–1967)

- Elfenbeinküste
  - Staats- und Regierungschef: Präsident Félix Houphouët-Boigny (1960–1993)

- Gabun
  - Staats- und Regierungschef: Präsident Léon M’ba (1960–1964, 1964–1967)

- Ghana
  - Staats- und Regierungschef: Präsident Kwame Nkrumah (1960–1966) (1957–1960 Ministerpräsident)

- Guinea
  - Staats- und Regierungschef: Präsident Ahmed Sékou Touré (1958–1984)

- Kamerun
  - Staats- und Regierungschef: Präsident Ahmadou Ahidjo (1960–1982)

- Kenia (seit 12. Dezember 1963 unabhängig)
  - Staatsoberhaupt: Königin Elisabeth II. (12. Dezember 1963–1964)
    - Generalgouverneur Malcolm MacDonald (12. Dezember 1963–1964)

  - Regierungschef: Ministerpräsident Jomo Kenyatta (12. Dezember 1963–1964) (1964–1978 Präsident)

- Kongo-Brazzaville (1970–1992 Volksrepublik Kongo; ab 1992 Republik Kongo)
  - Staats- und Regierungschef:
    - Präsident Fulbert Youlou (1960–15. August 1963)
    - Präsident Alphonse Massemba-Débat (16. August 1963–1968) (1963 Ministerpräsident)

  - Regierungschef:
    - Ministerpräsident Alphonse Massemba-Débat (16. August 1963–19. Dezember 1963) (1963–1968 Präsident)
    - Ministerpräsident Pascal Lissouba (19. Dezember 1963–1966)

- Kongo-Léopoldville (1964–1971, seit 1997 Demokratische Republik Kongo, 1971–1997 Zaire)
  - Staatsoberhaupt: Präsident Joseph Kasavubu (1960–1965)
  - Regierungschef: Ministerpräsident Cyrille Adoula (1961–1964)

- Liberia
  - Staats- und Regierungschef: Präsident William S. Tubman (1944–1971)

- Libyen
  - Staatsoberhaupt: König Idris (1951–1969)
  - Regierungschef:
    - Ministerpräsident Muhammad Uthman as-Said (1960–19. März 1963)
    - Ministerpräsident Muhi ad-Din Fikini (19. März 1963–1964)

- Madagaskar
  - Staats- und Regierungschef: Liste der Staatsoberhäupter von Madagaskar#Liste der Amtsinhaber Philibert Tsiranana (1960–1972)

- Mali
  - Staats- und Regierungschef: Präsident Modibo Keïta (1960–1968)

- Marokko
  - Staatsoberhaupt: König Hassan II. (1961–1999)
  - Regierungschef: Ministerpräsident Ahmed Bahnini (13. November 1963–1965)

- Mauretanien
  - Staats- und Regierungschef: Präsident Moktar Ould Daddah (1960–1978)

- Niger
  - Staats- und Regierungschef: Präsident Hamani Diori (1960–1974)

- Nigeria (seit 1. Oktober 1963 Republik)
  - Staatsoberhaupt:
    - Königin Elisabeth II. (1960–1. Oktober 1963)
      - Generalgouverneur: Nnamdi Azikiwe (1960–1963) (1963–1966 Präsident)

    - Präsident Nnamdi Azikiwe (1. Oktober 1963–1966) (1960–1963 Generalgouverneur)

  - Regierungschef: Ministerpräsident Abubakar Tafawa Balewa (1960–1966)

- Obervolta (ab 1984 Burkina Faso)
  - Staats- und Regierungschef: Präsident Maurice Yaméogo (1960–1966)

- Ruanda
  - Staats- und Regierungschef: Präsident Grégoire Kayibanda (1962–1973)

- Sansibar (seit 10. Dezember 1963 unabhängig) (1964 mit Tanganjika zu Tansania vereinigt)
  - Staatsoberhaupt: Sultan Jamshid ibn Abd Allah (10. Dezember 1963–1964)
  - Regierungschef: Ministerpräsident Muhammad Schamte Hamadi (10. Dezember 1963–1964)

- Senegal
  - Staats- und Regierungschef: Präsident Léopold Sédar Senghor (1960–1980)

- Sierra Leone
  - Staatsoberhaupt: Königin Elisabeth II. (1961–1971)
    - Generalgouverneur: Henry Josiah Lightfoot Boston (1962–1968)

  - Regierungschef: Ministerpräsident Milton Margai (1961–1964)

- Somalia
  - Staatsoberhaupt: Präsident Aden Abdullah Osman Daar (1960–1967) (1967–1969 Präsident)
  - Regierungschef: Ministerpräsident Abdirashid Ali Shermarke (1960–1964)

- Südafrika
  - Staatsoberhaupt: Präsident Charles Robberts Swart (1961–1967) (1960–1961 Generalgouverneur)
  - Regierungschef: Ministerpräsident Hendrik Frensch Verwoerd (1958–1966)

- Sudan
  - Staatsoberhaupt: Präsident Ibrahim Abbud (1958–1964)
  - Regierungschef: Ministerpräsident Ibrahim Abbud (1958–1964)

- Tanganjika (1964 mit Sansibar zu Tansania vereinigt)
  - Staats- und Regierungschef: Präsident Julius Nyerere (1962–1985) (1961–1962 Ministerpräsident)

- Togo
  - Staats- und Regierungschef:
    - Präsident Sylvanus Olympio (1960–13. Januar 1963)
    - Vorsitzender des Komitees der Aufständischen Emmanuel Bodjollé (13. Januar 1963–15. Januar 1963)
    - Präsident Nicolas Grunitzky (16. Januar 1963–1967)

- Tschad
  - Staats- und Regierungschef: Präsident François Tombalbaye (1960–1975)

- Tunesien
  - Staats- und Regierungschef: Präsident Habib Bourguiba (1957–1987) (1956–1957 Ministerpräsident)

- Uganda (seit 9. Oktober 1963 Republik)
  - Staatsoberhaupt:
    - Königin Elisabeth II. (1962–9. Oktober 1963)
      - Generalgouverneur: Walter Fleming Coutts (1962–9. Oktober 1963)

    - Präsident Edward Mutesa (9. Oktober 1963–1966)

  - Regierungschef: Ministerpräsident Milton Obote (9. Oktober 1962–1966)

- Zentralafrikanische Republik
  - Staats- und Regierungschef: Präsident David Dacko (1960–1966, 1979–1981)

## Amerika

### Nordamerika
- Kanada
  - Staatsoberhaupt: Königin Elisabeth II. (1952–2022)
    - Generalgouverneur: Georges Vanier (1959–1967)

  - Regierungschef:
    - Premierminister John Diefenbaker (1957–22. April 1963)
    - Premierminister Lester Pearson (22. April 1963–1968)

- Mexiko
  - Staats- und Regierungschef: Präsident Adolfo Ruiz Cortines (1958–1964)

- Vereinigte Staaten von Amerika
  - Staats- und Regierungschef:
    - Präsident John F. Kennedy (1961–22. November 1963)
    - Präsident Lyndon B. Johnson (22. November 1963–1969)

### Mittelamerika
- Costa Rica
  - Staats- und Regierungschef: Präsident Francisco José Orlich Bolmarcich (1962–1966)

- Dominikanische Republik
  - Staats- und Regierungschef:
    - Präsident Rafael Filiberto Bonelly (1962–27. Februar 1963)
    - Präsident Juan Bosch (27. Februar 1963–25. September 1963)
    - Vorsitzender der provisorischen Junta Emilio de los Santos (25. September 1963–26. September 1963)
    - Triumvirat:
      - Emilio de los Santos (26. September 1963–22. Dezember 1963)
      - Ramón Tapia Espinal (26. September 1963–1964)
      - Manuel Enrique Tavares Espaillat (26. September 1963–1964)
      - Donald Reid Cabral (29. Dezember 1963–1965)

- El Salvador
  - Staats- und Regierungschef: Präsident Julio Adalberto Rivera Carballo (1962–1967)

- Guatemala
  - Staats- und Regierungschef:
    - Präsident José Miguel Ramón Idígoras Fuentes (1958–31. März 1963)
    - Präsident Alfredo Enrique Peralta Azurdia (31. März 1963–1966)

- Haiti
  - Staats- und Regierungschef: Präsident François Duvalier (1957–1971)

- Honduras
  - Staats- und Regierungschef:
    - Präsident José Ramón Villeda Morales (1957–3. Oktober 1963)
    - Präsident Oswaldo López Arellano (3. Oktober 1963–1971, 1972–1975) (1956–1957 Mitglied des militärischen Regierungsrats)

- Jamaika
  - Staatsoberhaupt: Königin Elisabeth II. (6. August 1962–2022)
    - Generalgouverneur: Clifford Campbell (1962–1973)

  - Regierungschef: Premierminister Alexander Bustamante (1962–1967)

- Kuba
  - Staatsoberhaupt: Präsident Osvaldo Dorticós Torrado (1959–1976)
  - Regierungschef: Ministerpräsident Fidel Castro (1959–2008) (1976–2008 Präsident des Staatsrats und Präsident des Ministerrats)

- Nicaragua
  - Staats- und Regierungschef:
    - Präsident Luís Somoza Debayle (1956–1. Mai 1963)
    - Präsident René Schick Gutiérrez (1. Mai 1963–1966)

- Panama
  - Staats- und Regierungschef: Präsident Roberto Francisco Chiari Remón (1949, 1960–1964)

- Trinidad und Tobago
  - Staatsoberhaupt: Königin Elisabeth II. (1962–1976)
    - Generalgouverneur: Solomon Hochoy (1962–1972)

  - Regierungschef: Ministerpräsident Eric Eustace Williams (1962–1981)

### Südamerika
- Argentinien
  - Staats- und Regierungschef:
    - Senatspräsident José María Guido (1962–12. Oktober 1963) (kommissarisch)
    - Präsident Arturo Umberto Illia (12. Oktober 1963–1966)

- Bolivien
  - Staats- und Regierungschef: Präsident Víctor Paz Estenssoro (1952–1956, 1960–1964, 1985–1998)

- Brasilien
  - Staatsoberhaupt: Präsident João Goulart (1961–1964)
  - Regierungschef: Hermes Lima (1962–24. Januar 1963) (Amt wurde 1963 abgeschafft)

- Chile
  - Staats- und Regierungschef: Präsident Jorge Alessandri (1958–1964)

- Ecuador
  - Staats- und Regierungschef:
    - Präsident Carlos Julio Arosemena Monroy (1961–11. Juli 1963)
    - Vorsitzender der Militärjunta Ramón Castro Jijón (11. Juli 1963–1966)

- Kolumbien
  - Staats- und Regierungschef: Präsident Guillermo León Valencia (1962–1966)

- Paraguay
  - Staats- und Regierungschef: Präsident Alfredo Stroessner (1954–1989)

- Peru
  - Staatsoberhaupt:
    - Vorsitzender der Militärjunta Ricardo Pérez Godoy (1962–3. März 1963)
    - Vorsitzender der Militärjunta Nicolás Lindley López (3. März 1963–28. Juli 1963) (1962–1963 Regierungschef)
    - Präsident Fernando Belaúnde Terry (28. Juli 1963–1968, 1980–1985)

  - Regierungschef:
    - Ministerpräsident Nicolás Lindley López (18. Juli 1962–1963) (1963 Vorsitzender der Militärjunta)
    - Ministerpräsident Julio Óscar Trelles (28. Juli 1963–31. Dezember 1963)
    - Ministerpräsident Fernando Schwalb López Aldana (31. Dezember 1963–1965, 1983–1984)

- Uruguay
  - Staats- und Regierungschef:
    - Vorsitzender des Nationalrats Faustino Harrison (1962–1. März 1963)
    - Vorsitzender des Nationalrats Daniel Fernández Crespo (1. März 1963–1964)

- Venezuela
  - Staats- und Regierungschef: Präsident Rómulo Betancourt (1945–1948, 1959–1964)

## Asien

### Ost-, Süd- und Südostasien
- Bhutan
  - Staatsoberhaupt: König Jigme Dorje Wangchuck (1952–1972)
  - Regierungschef: Ministerpräsident Jigme Palden Dorji (1952–1964)

- Burma (ab 1989 Myanmar)
  - Staatsoberhaupt: Vorsitzender des Revolutionsrats Ne Win (1962–1981) (ab 1974 Präsident) (1958–1960, 1962–1974 Ministerpräsident)
  - Regierungschef: Ministerpräsident Ne Win (1958–1960, 1962–1974) (1962–1974 Vorsitzender des Revolutionsrats; 1974–1981 Präsident)

- Ceylon (ab 1972 Sri Lanka)
  - Staatsoberhaupt: Königin Elisabeth II. (1952–1972)
    - Generalgouverneur: William Gopallawa (1962–1972) (1972–1978 Präsident)

  - Regierungschef: Premierministerin Sirimavo Bandaranaike (1960–1965, 1970–1977, 1994–2000)

- Republik China (Taiwan)
  - Staatsoberhaupt: Präsident Chiang Kai-shek (1950–1975) (1928–1931, 1943–1948 Vorsitzender der Nationalregierung Chinas, 1948–1949 Präsident von Nationalchina; 1930–1931, 1935–1938, 1939–1945, 1947 Ministerpräsident von Nationalchina)
  - Regierungschef:
    - Ministerpräsident Chen Cheng (1950–1954, 1958–16. Dezember 1963)
    - Ministerpräsident Yen Chia-kan (16. Dezember 1963–1972) (1975–1978 Präsident)

- Volksrepublik China
  - Parteichef: Vorsitzender der Kommunistischen Partei Chinas Mao Zedong (1943–1976) (1949–1954 Vorsitzender der zentralen Volksregierung; 1954–1959 Präsident)
  - Staatsoberhaupt: Präsident Liu Shaoqi (1959–1968)
  - Regierungschef: Ministerpräsident Zhou Enlai (1949–1976)

- Indien
  - Staatsoberhaupt: Präsident Sarvepalli Radhakrishnan (1962–1967)
  - Regierungschef: Premierminister Jawaharlal Nehru (1947–1964)

- Indonesien
  - Staatsoberhaupt: Präsident Sukarno (1945–1967)
  - Regierungschef: Ministerpräsident Djuanda Kartawidjaja (1957–7. November 1963) (Amt abgeschafft)

- Japan
  - Staatsoberhaupt: Kaiser Hirohito (1926–1989)
  - Regierungschef: Premierminister Hayato Ikeda (1960–1964)

- Kambodscha
  - Staatsoberhaupt: Präsident Norodom Sihanouk (1960–1970, 1991–1993) (1941–1955, 1993–2004 König) (1945, 1950, 1952–1953, 1954, 1955–1956, 1956, 1956, 1957, 1958–1960, 1961–1962 Ministerpräsident)
  - Regierungschef: Ministerpräsident Norodom Kantol (1962–1966)

- Nordkorea
  - De-facto-Herrscher: Kim Il-sung (1948–1994)
  - Staatsoberhaupt: Vorsitzender des Präsidiums der Obersten Volksversammlung Choe Yong-gon (1957–1972)
  - Regierungschef: Ministerpräsident Kim Il-sung (1948–1972)

- Südkorea
  - Staatsoberhaupt: Präsident Park Chung-hee (1962–1979)
  - Regierungschef:
    - Ministerpräsident Kim Hyun-chul (1962–17. Dezember 1963)
    - Ministerpräsident Choi Doo-sun (17. Dezember 1963–1964)

- Laos
  - Staatsoberhaupt: König Savang Vatthana (1959–1975)
  - Regierungschef: Ministerpräsident Souvanna Phouma (1951–1954, 1956–1958, 1960, 1962–1975)

- Malaysia (bis 6. September 1963 Föderation Malaya)
  - Staatsoberhaupt: Oberster Herrscher Syed Putra (1960–1965)
  - Regierungschef: Ministerpräsident Abdul Rahman (1957–1959, 1959–1970)

- Nepal
  - Staatsoberhaupt: König Mahendra (1955–1972)
  - Regierungschef:
    - Ministerpräsident Tulsi Giri (1960–23. Dezember 1963, 1964–1965, 1975–1977)
    - Ministerpräsident Surya Bahadur Thapa (23. Dezember 1963–1964, 1965–1969, 1979–1983, 1997–1998, 2003–2004)

- Pakistan
  - Staats- und Regierungschef: Präsident Muhammed Ayub Khan (1958–1969) (1958 Ministerpräsident)

- Philippinen
  - Staats- und Regierungschef: Präsident Diosdado Macapagal (1961–1965)

- Sikkim (unter indischer Suzeränität)
  - Staatsoberhaupt:
    - König Tashi Namgyal (1914–2. Dezember 1963)
    - König Palden Thondup Namgyal (3. Dezember 1963–1975)

  - Regierungschef:
    - Dewan Baleshwar Prasad (1959–1963)
    - Ministerpräsident R.N. Haldipur (1963–1969)

- Singapur (16. September 1963–1965 Teil von Malaysia)
  - Staatsoberhaupt: Präsident Yusof bin Ishak (1959–1970)
  - Regierungschef: Premierminister Lee Kuan Yew (1959–1990)

- Thailand
  - Staatsoberhaupt: König Rama IX. Bhumibol Adulyadej (1946–2016)
  - Regierungschef:
    - Ministerpräsident Sarit Thanarat (1958–8. Dezember 1963)
    - Ministerpräsident Thanom Kittikachorn (1958, 8. Dezember 1963–1973)

- Nordvietnam
  - Staatsoberhaupt: Präsident Hồ Chí Minh (1945–1969) (1945–1955 Ministerpräsident)
  - Regierungschef: Ministerpräsident Phạm Văn Đồng (1955–1976) (1976–1987 Vorsitzender des Ministerrats von Vietnam)

- Südvietnam
  - Staatsoberhaupt:
    - Präsident Ngô Đình Diệm (1955–2. November 1963) (1954–1955 Ministerpräsident)
    - Präsident Dương Văn Minh (2. November 1963–1964, 1964, 1964, 1975)

  - Regierungschef: Ministerpräsident Nguyễn Ngọc Thơ (4. November 1963–1964) (Amt neu geschaffen)

### Vorderasien
- Irak
  - Staatsoberhaupt:
    - Vorsitzender des Souveränitätsrats Muhammad Nadschib ar-Rubai'i (1958–8. Februar 1963)
    - Präsident Abd as-Salam Arif (8. Februar 1963–1966)

  - Regierungschef:
    - Ministerpräsident Abd al-Karim Qasim (1958–8. Februar 1963)
    - Ministerpräsident Ahmad Hasan al-Bakr (8. Februar 1963–18. November 1963, 1968–1979)
    - Ministerpräsident Tahir Yahya (20. November 1963–1965, 1967–1968)

- Iran
  - Staatsoberhaupt: Schah Mohammad Reza Pahlavi (1941–1979)
  - Regierungschef: Ministerpräsident Asadollah Alam (1962–1964)

- Israel
  - Staatsoberhaupt:
    - Präsident Jizchak Ben Zwi (1952–23. April 1963)
    - Parlamentssprecher Kadish Luz (24. April 1963–22. Mai 1963) (kommissarisch)
    - Präsident Salman Schasar (22. Mai 1963–1973)

  - Regierungschef:
    - Ministerpräsident David Ben-Gurion (1948–1953, 1955–26. Juni 1963)
    - Ministerpräsident Levi Eschkol (26. Juni 1963–1969)

- Jemen
  - Staatsoberhaupt: Präsident Abdullah as-Sallal (1962–1967) (1962–1963, 1965, 1966–1967 Ministerpräsident)
  - Regierungschef:
    - Ministerpräsident Abdullah as-Sallal (1962–26. April 1963, 1965, 1966–1967) (1962–1967 Präsident)
    - Ministerpräsident Abdul Latif Dayfallah (26. April 1963–5. Oktober 1963, 1975)
    - Ministerpräsident Abdul Rahman al-Iriani (5. Oktober 1963–1964) (1967–1974 Staatsoberhaupt)

- Jordanien
  - Staatsoberhaupt: König Hussein (1952–1999)
  - Regierungschef:
    - Ministerpräsident Wasfi at-Tall (1962–28. März 1963, 1965–1967, 1970–1971)
    - Ministerpräsident Samir ar-Rifaʿi (1944–1945, 1947, 1950–1951, 1956, 1958–1959, 28. März 1963–21. April 1963)
    - Ministerpräsident Hussein ibn Nasser (21. April 1963–1964, 1967)

- Kuwait
  - Staatsoberhaupt: Emir Abdullah III. (1961–1965)
  - Regierungschef:
    - Ministerpräsident Dschabir al-Ahmad al-Dschabir as-Sabah (1962–2. Februar 1963, 1965–1978) (1977–2006 Emir)
    - Ministerpräsident Sabah as-Salim as-Sabah (2. Februar 1963–1965) (1965–1977 Emir)

- Libanon
  - Staatsoberhaupt: Präsident Fuad Schihab (1952, 1958–1964) (1952 Ministerpräsident)
  - Regierungschef: Ministerpräsident Rashid Karami (1955–1956, 1958–1960, 1961–1964, 1965–1966, 1966–1968, 1969–1970, 1975–1976, 1984–1987)

- Oman (1891–1971 britisches Protektorat)
  - Staats- und Regierungschef: Sultan Said ibn Taimur (1932–1970)

- Saudi-Arabien
  - Staats- und Regierungschef: König Saud ibn Abd al-Aziz (1953–1964)

- Syrien
  - Staatsoberhaupt:
    - Präsident Nazim al-Qudsi (1961–8. März 1963) (1949, 1950–1951 Ministerpräsident)
    - Vorsitzender des nationalen revolutionären Kommandorats Louai al-Atassi (9. März 1963–27. Juli 1963)
    - Vorsitzender des nationalen revolutionären Kommandorats Amin al-Hafiz (27. Juli 1963–1966) (ab 1964 Vorsitzender des Präsidialrats) (1963–1964, 1964–1965 Ministerpräsident)

  - Regierungschef:
    - Ministerpräsident Khalid al-Azm (1941, 1946, 1948–1949, 1949–1950, 1951, 1962–8. März 1963) (1941 Präsident)
    - Ministerpräsident Salah ad-Din Bitar (9. März 1963–12. November 1963, 1964, 1966)
    - Ministerpräsident Amin al-Hafiz (12. November 1963–1964, 1964–1965) (1963–1966 Staatsoberhaupt)

- Türkei
  - Staatsoberhaupt: Präsident Cemal Gürsel (1960–1966) (1960–1961 Ministerpräsident)
  - Regierungschef: Ministerpräsident İsmet İnönü (1923–1924, 1925–1937, 1961–1965) (1938–1950 Präsident)

### Zentralasien
- Afghanistan
  - Staatsoberhaupt: König Mohammed Sahir Schah (1933–1973)
  - Regierungschef:
    - Ministerpräsident Mohammed Daoud Khan (1953–10. März 1963) (1973–1978 Präsident)
    - Ministerpräsident Mohammad Yusuf (10. März 1963–1965)

- Mongolei
  - Staatsoberhaupt: Vorsitzender des Großen Volks-Churals Dschamsrangiin Sambuu (1954–1972)
  - Regierungschef: Vorsitzender des Ministerrates Jumdschaagiin Tsedenbal (1952–1974) (1974–1984 Vorsitzender des Großen Volks-Churals)

## Australien und Ozeanien
- Australien
  - Staatsoberhaupt: Königin Elisabeth II. (1952–2022)
    - Generalgouverneur: William Sidney, 1. Viscount De L’Isle (1961–1965)

  - Regierungschef: Premierminister Robert Menzies (1939–1941, 1949–1966)

- Neuseeland
  - Staatsoberhaupt: Königin Elisabeth II. (1952–2022)
    - Generalgouverneur: Bernard Fergusson (1962–1967)

  - Regierungschef: Premierminister Keith Holyoake (1957, 1960–1972) (1977–1980 Generalgouverneur)

- Westsamoa (heute Samoa)
  - Staatsoberhaupt:
    - O le Ao o le Malo Tupua Tamasese Mea'ole (1962–5. April 1963)
    - O le Ao o le Malo Tanumafili II. (1962–2007)

  - Regierungschef: Premierminister Mata'afa Mulinu'u II. (1962–1970, 1973–1975)

## Europa
- Albanien
  - Parteichef: 1. Sekretär der albanischen Arbeiterpartei Enver Hoxha (1948–1985) (1946–1954 Ministerpräsident)
  - Staatsoberhaupt: Vorsitzender des Präsidiums der Volksversammlung Haxhi Lleshi (1953–1982)
  - Regierungschef: Ministerpräsident Mehmet Shehu (1954–1981)

- Andorra
  - Co-Fürsten:
    - Staatspräsident von Frankreich: Charles de Gaulle (1959–1969)
    - Bischof von Urgell: Ramon Iglésias Navarri (1943–1969)

- Belgien
  - Staatsoberhaupt: König Baudouin I. (1951–1993)
  - Regierungschef: Ministerpräsident Théo Lefèvre (1961–1965)

- Bulgarien
  - Parteichef: Generalsekretär der Bulgarischen Kommunistischen Partei Todor Schiwkow (1954–1989) (1971–1989 Staatsratsvorsitzender) (1962–1971 Ministerpräsident)
  - Staatsoberhaupt: Vorsitzender des Präsidiums der Nationalversammlung Dimitar Ganew (1958–1964)
  - Regierungschef: Vorsitzender des Ministerrats Todor Schiwkow (1962–1971) (1954–1989 Parteichef) (1971–1989 Staatsratsvorsitzender)

- Dänemark
  - Staatsoberhaupt: König Friedrich IX. (1947–1972)
  - Regierungschef: Ministerpräsident Jens Otto Krag (1962–1968, 1971–1972)
  - Färöer (politisch selbstverwalteter und autonomer Bestandteil des Königreichs Dänemark)
    - Vertreter der dänischen Regierung: Reichsombudsmann Mogens Wahl (1961–1972)
    - Regierungschef:
      - Ministerpräsident Peter Mohr Dam (1959–4. Januar 1963, 1967–1968)
      - Ministerpräsident Hákun Djurhuus (4. Januar 1963–1967)

- Bundesrepublik Deutschland
  - Staatsoberhaupt: Bundespräsident Heinrich Lübke (1959–1969)
  - Regierungschef:
    - Bundeskanzler Konrad Adenauer (1949–16. Oktober 1963)
    - Bundeskanzler Ludwig Erhard (16. Oktober 1963–1966)

- Deutsche Demokratische Republik
  - Parteichef: Generalsekretär des ZK der SED Walter Ulbricht (1950–1971) (1960–1973 Staatsratsvorsitzender)
  - Staatsoberhaupt: Vorsitzender des Staatsrats Walter Ulbricht (1960–1973) (1950–1971 Parteichef)
  - Regierungschef: Ministerpräsident Otto Grotewohl (1949–1964) (1946–1950 Parteichef)

- Finnland
  - Staatsoberhaupt: Präsident Urho Kekkonen (1956–1982) (1950–1953, 1954–1956 Ministerpräsident)
  - Regierungschef:
    - Ministerpräsident Ahti Karjalainen (1962–18. Dezember 1963, 1970–1971)
    - Ministerpräsident Reino Ragnar Lehto (18. Dezember 1963–1964)

- Frankreich
  - Staatsoberhaupt: Präsident Charles de Gaulle (1959–1969) (1944–1946 Leiter der provisorischen Regierung), (1958–1959 Präsident des Ministerrats)
  - Regierungschef: Premierminister Georges Pompidou (1962–1968) (1969–1974 Präsident)

- Griechenland
  - Staatsoberhaupt: König Paul (1947–1964)
  - Regierungschef:
    - Ministerpräsident Konstantinos Karamanlis (1955–1958, 1958–1961, 1961–19. Juni 1963, 1974–1980) (1980–1985, 1990–1995 Staatspräsident)
    - Ministerpräsident Panagiotis Pipinelis (19. Juni 1963–28. September 1963)
    - Ministerpräsident Stylianos Mavromichalis (28. September 1963 – 8. November 1963)
    - Ministerpräsident Georgios Papandreou (1944–1945, 8. November 1963–31. Dezember 1963, 1964–1965)
    - Ministerpräsident Ioannis Paraskevopoulos (31. Dezember 1963–1964, 1966–1967)

- Irland
  - Staatsoberhaupt: Präsident Éamon de Valera (1959–1973) (1932–1948, 1951–1954, 1957–1959 Ministerpräsident)
  - Regierungschef: Taoiseach Seán Lemass (1959–1966)

- Island
  - Staatsoberhaupt: Präsident Ásgeir Ásgeirsson (1952–1968) (1932–1934 Ministerpräsident)
  - Regierungschef:
    - Ministerpräsident Ólafur Thors (1942, 1944–1947, 1949–1950, 1953–1956, 1959–14. November 1963)
    - Ministerpräsident Bjarni Benediktsson (14. November 1963–1970)

- Italien
  - Staatsoberhaupt: Präsident Antonio Segni (1962–1964) (1955–1957, 1959–1960 Ministerpräsident)
  - Regierungschef:
    - Ministerpräsident Amintore Fanfani (1954, 1958–1959, 1960–21. Juni 1963, 1982–1983, 1987)
    - Ministerpräsident Giovanni Leone (21. Juni 1963–5. Dezember 1963, 1968) (1971–1978 Präsident)
    - Ministerpräsident Aldo Moro (5. Dezember 1963–1968, 1974–1976)

- Jugoslawien
  - Staatsoberhaupt: Präsident Josip Broz Tito (1953–1980) (1945–1963 Ministerpräsident)
  - Regierungschef:
    - Ministerpräsident Josip Broz Tito (1945–29. Juni 1963) (1953–1980 Präsident)
    - Ministerpräsident Petar Stambolić (29. Juni 1963–1967) (1982–1983 Präsident)

- Kanalinseln[1]
  - Guernsey
    - Staats- und Regierungschef: Herzogin Elisabeth II. (1952–2022)
      - Vizegouverneur: Geoffrey Robson (1958–1964)

  - Jersey
    - Staats- und Regierungschef: Herzogin Elisabeth II. (1952–2022)
      - Vizegouverneur: George Erskine (1958–1963)

- Liechtenstein
  - Staatsoberhaupt: Fürst Franz Josef II. (1938–1989)
  - Regierungschef: Gerard Batliner (1962–1970)

- Luxemburg
  - Staatsoberhaupt: Großherzogin Charlotte (1919–1964) (1940–1945 im britischen Exil)
  - Regierungschef: Ministerpräsident Pierre Werner (1959–1974, 1979–1984)

- Isle of Man[1]
  - Staatsoberhaupt: Lord of Man Elisabeth II. (1952–2022)
    - Vizegouverneur: Ronald Herbert Garvey (1959–1966)

  - Regierungschef: Vorsitzender des Exekutivrats Charles Kerruish (1961–1967)

- Monaco
  - Staatsoberhaupt: Fürst: Rainier III. (1949–2005)
  - Regierungschef:
    - Staatsminister Pierre Blanchy (1944, 1949, 1962–16. August 1963) (kommissarisch)
    - Staatsminister Jean Émile Reymond (16. August 1963–1966)

- Niederlande
  - Staatsoberhaupt: Königin Juliana (1948–1980)
  - Regierungschef:
    - Ministerpräsident Jan de Quay (1959–24. Juli 1963)
    - Ministerpräsident Victor Marijnen (24. Juli 1963–1965)

  - Niederländische Antillen (Land des Königreichs der Niederlande)
    - Vertreter der niederländischen Regierung: Gouverneur Cola Debrot (1962–1970)
    - Regierungschef: Ministerpräsident Efraïn Jonckheer (1954–1968)

- Norwegen
  - Staatsoberhaupt: König Olav V. (1957–1991)
  - Regierungschef:
    - Ministerpräsident Einar Gerhardsen (1945–1951, 1955–28. August 1963, 1963–1965)
    - Ministerpräsident John Lyng (28. August 1963 – 25. September 1963)
    - Ministerpräsident Einar Gerhardsen (1945–1951, 1955–1963, 25. September 1963–1965)

- Österreich
  - Staatsoberhaupt: Bundespräsident Adolf Schärf (1957–1965)
  - Regierungschef: Bundeskanzler Alfons Gorbach (1961–1964)

- Polen
  - Parteichef: 1. Sekretär Władysław Gomułka (1943–1948, 1956–1970)
  - Staatsoberhaupt: Staatsratsvorsitzender Aleksander Zawadzki (1952–1964)
  - Regierungschef: Ministerpräsident Józef Cyrankiewicz (1947–1952, 1954–1970) (1970–1972 Staatsratsvorsitzender)

- Portugal
  - Staatsoberhaupt: Präsident Américo Tomás (1958–1974)
  - Regierungschef: Ministerpräsident António de Oliveira Salazar (1932–1968)

- Rumänien
  - Parteichef: Generalsekretär Gheorghe Gheorghiu-Dej (1945–1954, 1955–1965) (1952–1954 Ministerpräsident) (1961–1965 Staatsoberhaupt)
  - Staatsoberhaupt: Vorsitzender des Staatsrats Gheorghe Gheorghiu-Dej (1961–1965) (1945–1954, 1955–1965 Parteichef) (1952–1954 Ministerpräsident)
  - Regierungschef: Ministerpräsident Ion Gheorghe Maurer (1961–1974) (1958–1961 Staatsoberhaupt)

- San Marino
  - Staatsoberhaupt: Capitani Reggenti
    - Antonio Maria Morganti (1. Oktober 1962–1. April 1963) und Agostino Biordi (1949–1950, 1959, 1. Oktober 1962–1. April 1963)
    - Leonida Suzzi Valli (1944–1955, 1. April 1963 – 1. Oktober 1963) und Stelio Montironi (1958, 1. April 1963 – 1. Oktober 1963, 1969)
    - Giovan Luigi Franciosi (1. Oktober 1963–1. April 1964, 1973–1974) und Domenico Bollini (1. Oktober 1963–1. April 1964)

  - Regierungschef: Außenminister Federico Bigi (1957–1972)

- Schweden
  - Staatsoberhaupt: König Gustav VI. Adolf (1950–1973)
  - Regierungschef: Ministerpräsident Tage Erlander (1946–1969)

- Schweiz[2]
  - Bundespräsident Willy Spühler (1. Januar 1963–31. Dezember 1963, 1968)
  - Bundesrat:
    - Paul Chaudet (1955–1966)
    - Friedrich Traugott Wahlen (1959–1965)
    - Willy Spühler (1960–1970)
    - Ludwig von Moos (1960–1971)
    - Hans-Peter Tschudi (1960–1973)
    - Hans Schaffner (1961–1969)
    - Roger Bonvin (1962–1973)

- Sowjetunion
  - Parteichef: Erster Sekretär der KPdSU Nikita Chruschtschow (1953–1964) (1958–1964 Vorsitzender des Ministerrats)
  - Staatsoberhaupt: Vorsitzender des Präsidiums des obersten Sowjets Leonid Breschnew (1960–1964, 1977–1982) (1964–1982 Parteichef)
  - Regierungschef: Vorsitzender des Ministerrats Nikita Chruschtschow (1958–1964) (1953–1964 Parteichef)

- Spanien
  - Staats- und Regierungschef: Caudillo Francisco Franco (1939–1975)

- Tschechoslowakei
  - Parteichef: Vorsitzender Antonín Novotný (1953–1968) (1957–1968 Präsident)
  - Staatsoberhaupt: Präsident Antonín Novotný (1957–1968) (1953–1968 Parteichef)
  - Regierungschef:
    - Ministerpräsident (1953–22. September 1963)
    - Ministerpräsident Jozef Lenárt (22. September 1963–1968)

- Ungarn
  - Parteichef: Generalsekretär der Partei der Ungarischen Werktätigen János Kádár (1956–1988) (1956–1958, 1961–1965 Ministerpräsident)
  - Staatsoberhaupt: Vorsitzender des Präsidentschaftsrats István Dobi (1952–1967) (1948–1952 Ministerpräsident)
  - Regierungschef: Ministerpräsident János Kádár (1956–1958, 1961–1965) (1965–1968 Parteichef)

- Vatikanstadt
  - Staatsoberhaupt:
    - Papst Johannes XXIII. (1958–3. Juni 1963)
    - Papst Paul VI. (21. Juni 1963–1978)

  - Regierungschef: Kardinalstaatssekretär Amleto Giovanni Cicognani (1961–1969)

- Vereinigtes Königreich
  - Staatsoberhaupt: Königin Elisabeth II. (1952–2022) (gekrönt 1953)
  - Regierungschef:
    - Premierminister Harold Macmillan (1957–19. Oktober 1963)
    - Premierminister Alec Douglas-Home (19. Oktober 1963–1964)

- Republik Zypern
  - Staats- und Regierungschef: Präsident Makarios III. (1960–1974, 1947–1977)